# Hong Kong Open 1975
L'Hong Kong Open 1975 è stato un torneo di tennis giocato sul cemento. È stata la 2ª edizione dell'Hong Kong Open che fa del Commercial Union Assurance Grand Prix 1975. Si è giocato a Hong Kong dal 10 al 16 novembre 1975.

## Campioni

### Singolare
Tom Gorman ha battuto in finale  Sandy Mayer con il punteggio di 6–3, 6–1, 6–1

### Doppio
Tom Okker /  Ken Rosewall hanno battuto in finale  Bob Carmichael /  Sandy Mayer con il punteggio di 6–3, 6–4